# Ongallur-II
Ongallur-II es una ciudad censal situada en el distrito de Palakkad en el estado de Kerala (India). Su población es de 26720 habitantes (2011). Se encuentra a 53 km de Palakkad y a 32 km de Thrissur.

## Demografía
Según el censo de 2011 la población de Ongallur-II era de 26273 habitantes, de los cuales 12924 eran hombres y 13249 eran mujeres. Ongallur-II tiene una tasa media de alfabetización del 92,21%, inferior a la media estatal del 94%. la alfabetización masculina es del 94,61%, y la alfabetización femenina del 89,91%.